# Баратілі-Сан-П'єтро
Баратілі-Сан-П'єтро (італ. Baratili San Pietro, сард. Boàtiri) — муніципалітет в Італії, у регіоні Сардинія, провінція Ористано.
Баратілі-Сан-П'єтро розташоване на відстані близько 390 км на південний захід від Рима, 100 км на північний захід від Кальярі, 12 км на північ від Ористано.
Населення — 1334 особи (2014).
Щорічний фестиваль відбувається 29 червня. Покровитель — S. Pietro.

## Демографія
Населення за роками:

Станом на 1 січня 2023 року в муніципалітеті офіційно проживав 21 іноземець з 10 країн, серед них 14 громадян країн Євросоюзу та 1 громадянин України.

## Сусідні муніципалітети
- Нуракі
- Ористано
- Ріола-Сардо
- Сан-Веро-Міліс
- Цеддіані